# Летающие врачи Восточной Африки
«Летающие врачи Восточной Африки» (нем. Die Fliegenden Ärzte von Ostafrika) — немецкий документальный фильм, снятый режиссёром Вернером Херцогом в 1969 году. В главной роли — доктор Майкл Вуд, рассказчик за кадром — Вильфрид Клаус. Херцог одновременно с этим фильмом снимал ещё две ленты: «Фата-моргана» и «И карлики начинали с малого». Фильм фактически является обычным репортажем о крайне тяжёлой работе врачей в местах, которых ещё не коснулась цивилизация, хотя большинство других фильмов Херцога сняты в гораздо более необычной манере.

## Сюжет
Фильм рассказывает о работе врачей Африканского медицинско-исследовательского фонда (African Medical and Research Foundation) в Танзании и Кении. В связи с особенностями географии этого региона, единственным доступным транспортом здесь является самолёт.